# Shaishunâga
Shaishunâga est le fondateur de la dynastie Shaishunâga de l’empire Magadha.